# Au large de Shanghaï
Pour plus de détails, voir Fiche technique et Distribution.
Au large de Shanghaï  (The Ship from Shanghai) est un film américain en noir et blanc réalisé par Charles Brabin, sorti en 1930. 

## Synopsis
Venant de Shanghaï , un petit groupe de riches mondains décident de traverser l'océan Pacifique en yacht pour rallier San Francisco. Pendant le voyage, ils ignorent que l'équipage est mécontent de la façon dont il est traité. Particulièrement irrité est l'intendant Ted, qui exprime en privé sa colère de devoir servir des gens qui, selon lui, ne valent pas mieux que lui. Devenant graduellement à moitié fou, il prend le contrôle des provisions en eau du bateau.
En raison de circonstances incontrôlables, les distinctions de classe s'effondrent et Ted lance un jeu de pouvoir, motivé par la vengeance et par sa perception de la justice.

## Fiche technique
- Titre original : The Ship from Shanghai
- Titre français : Au large de Shanghaï
- Réalisation : Charles Brabin
- Scénario : John Howard Lawson, d'après le roman Ordeal de Dale Collins (en) (1924)
- Directeur artistique : Cedric Gibbons
- Photographie : Ira H. Morgan
- Montage : Grant Whytock
- Producteur :
- Société de production et de distribution : Metro-Goldwyn-Mayer
- Pays de production :  États-Unis
- Langue originale : anglais américain
- Format : noir et blanc — 35 mm — 1,20:1 — son : mono (Western Electric System)
- Genre : aventure, action
- Durée : 67 minutes
- Dates de sortie :
  - États-Unis : 31 janvier 1930
  - France : 22 juillet 1932

## Distribution
- Conrad Nagel : Howard Vazey
- Kay Johnson : Dorothy Daley
- Carmel Myers : Viola Thorpe
- Holmes Herbert : Paul Thorpe
- Zeffie Tilbury : Lady Daley
- Louis Wolheim : Ted
- Ivan Linow : Pete
- Jack McDonald : Reid

Acteurs non crédités
- Kane Richmond : patron d'un nightclub de Shanghaï
- Pat Harmon (en) : un marin
- Albert MacQuarrie (en) : un marin
- Otto Yamaoka (en) : patron d'un nightclub de Shanghaï

## Production
L'année 1930 est celle où la MGM se tourne entièrement vers le nouveau média qu'est le film parlant. Au large de Shanghaï comporte tous les problèmes inhérents aux premiers films parlants : caméra statique, son peu naturel avec beaucoup de sifflements, dialogues mal dirigés.
Dans le numéro du 14 septembre 1929 du journal Loew's Weekly, un article affirme qu'il s'agit du premier film parlant entièrement réalisé en mer, « un yacht spécial ayant été équipé d'un matériau insonorisant, depuis la cabine du capitaine jusqu'à la quille, dans ce but. Ce yacht sera démoli dans la scène culminante du film. »